# District historique de Frederiksted
Le district historique de Frederiksted est un district historique de Frederiksted, dans les Îles Vierges des États-Unis. Il a été inscrit Registre national des lieux historiques en 1976.

## Historique
Le district historique de Frederiksted englobe la ville d'origine aménagée selon un plan en damier, en 1751, par l'arpenteur Jens Beck. Les bâtiments d'origine, dont les caractéristiques principales comportaient des galeries en surplomb soutenues par des arcades sur des poteaux en bois, ont été détruits dans un incendie en 1758. En 1878, des ouvriers des plantations, insatisfaits des bas salaires, ont mis le feu à une grande partie de la ville lors des émeutes de Sainte-Croix de 1878. Les zones endommagées par l’incendie ont été reconstruites et de nombreux bâtiments reflètent les détails architecturaux georgiens et victoriens tardifs.
Le fort Frederik et l'église Saint-Patrick comptent parmi les bâtiments les plus significatifs du district.